# Eumorphus quadriguttatus
Eumorphus quadriguttatus là một loài bọ cánh cứng trong họ Endomychidae. Loài này được Illiger miêu tả khoa học năm 1800.